# Nuaillé
För andra betydelser, se Nuaillé (olika betydelser).
Nuaillé är en kommun i departementet Maine-et-Loire i regionen Pays de la Loire i nordvästra Frankrike. Kommunen ligger i kantonen Cholet 2e Canton som tillhör arrondissementet Cholet. År 2022 hade Nuaillé 1 454 invånare.

## Befolkningsutveckling
Antalet invånare i kommunen Nuaillé
| Referens: INSEE |